# Red social libre
Una red social libre es aquella red social basada en software libre. En general no tiene fines de lucro y puede ser autogestionada por comunidades, así como sus usuarios tienen la posibilidad de gestionar su identidad, privacidad y portabilidad de datos.

## Características
En general este tipo de redes pueden compartir una o más de las siguientes cualidades.

### Libres
Los proyectos de redes sociales libres o redes sociales federadas generalmente desarrollan software, protocolos, o ambos. Tanto el software como los protocolos son generalmente libres y de código abierto. Esto último permite que quienes tengan los conocimientos técnicos puedan descargar el software desde los repositorios, montar un nodo propio y gestionarlo. Así como también colaborar en el desarrollo de los proyectos.

### Distribuidas
Cada red social funciona sobre muchos servidores -que se denominan nodos, instancias o pods- conectados entre sí. Los servidores son montados y administrados por usuarios, comunidades y organizaciones, por lo general autogestionadas e independientes. El usuario o grupo que gestiona una instancia pueden decidir cómo funcionar, cómo financiarse, cómo manejar los datos, qué políticas seguir sobre los contenidos, etc.
El registro de nuevos usuarios en general es libre, siempre que las suscripciones a los nodos se encuentren abiertas. En algunos casos se gestionan por invitación de otros usuarios activos (como fue el caso de Diaspora* en sus inicios) o a partir de una evaluación del administrador (o equipo de administración) del nodo o instancia. Esto último suele suceder para evitar que un nodo concentre demasiados usuarios e impulsar el crecimiento de otros nuevos. En algunas redes sociales libres los nodos o instancias invitan a que los usuarios y usuarias se registren según locación geográfica o idiomas, intereses comunes o preferencias temáticas (política, artes, etc.) y también con contenidos con etiquetas NSFW. 

### Federadas

Gráfico sobre redes sociales libres. Protocolos compatibles con Fediverse y la Federación (a partir de agosto de 2019)

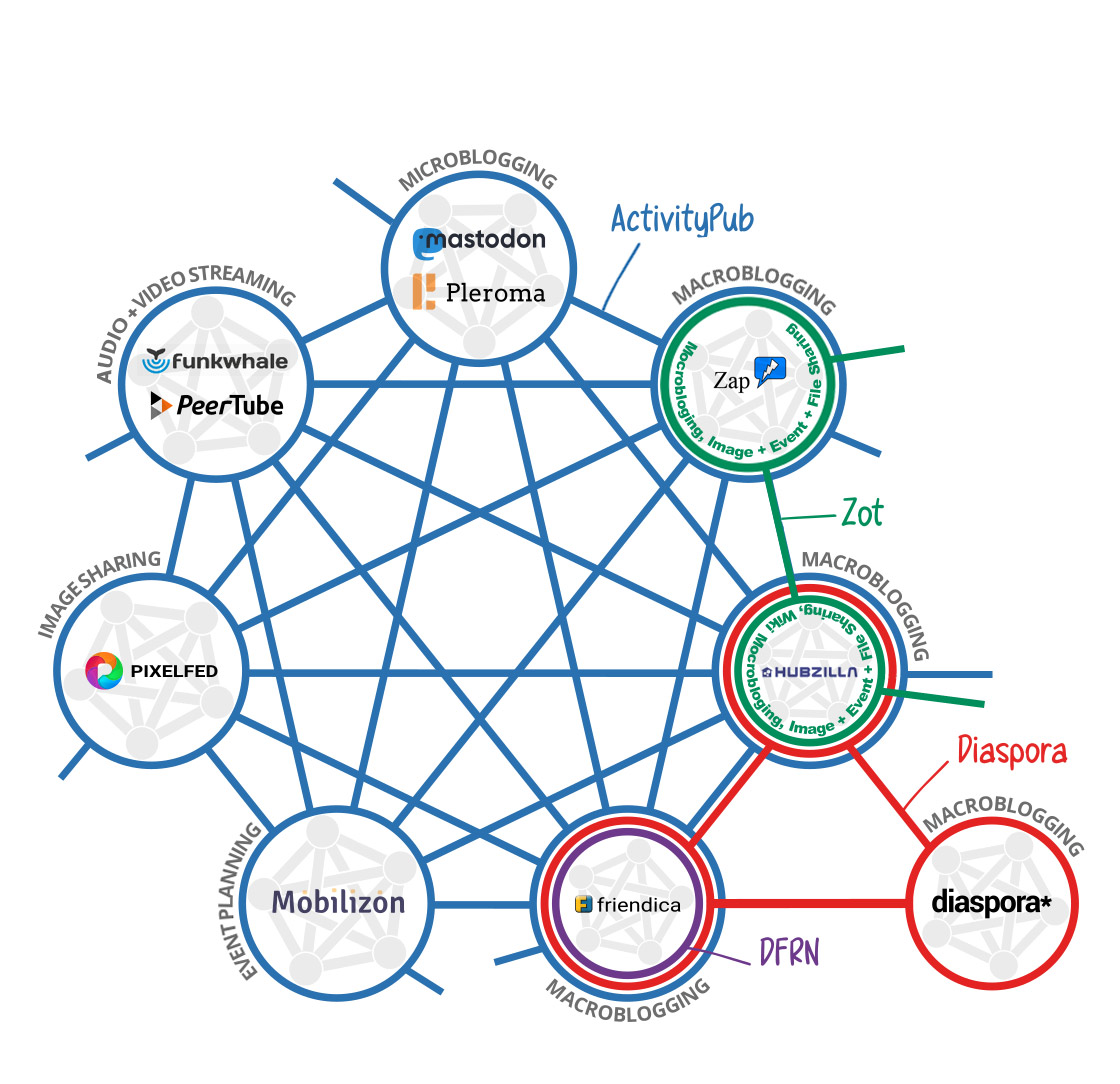
Extracto de los protocolos y plataformas comunes a Fediverso

Las redes sociales libres utilizan distintos protocolos que mediante estándares abiertos garantizan la interoperabilidad entre diferentes aplicaciones sociales. Actualmente existen cinco protocolos para redes sociales libres: ActivityPub, Ostatus, Zot, DFRN y Diaspora, siendo el primero el que concentra la mayor cantidad de redes, las que en conjunto se las conoce como Fediverso. Cuando varias redes comparten un mismo protocolo, se dice que "federan" entre sí, es decir que los usuarios pueden interactuar aunque sus perfiles hayan sido creado en distintas redes sociales.

## Diferencias con otras redes sociales
La ventaja de estas redes es que le dan un mayor control al usuario respecto a qué información comparte y con quién, respetando su privacidad. 
A diferencia de las redes sociales comerciales (también denominadas privativas o propietarias), las redes sociales libres no procesan información mediante minería de datos, ni generan mapas de vínculos para fines comerciales. A cambio adoptan mecanismo de sustentabilidad a través de donaciones (como la Wikipedia, Mozilla Firefox, Apache OpenOffice, LibreOffice, etc.).
Una desventaja es que en algunos casos suelen tener mayor dificultad de penetración inicial para los nichos fuera de las comunidades geek informáticas y de grupos sociales alternativos, justamente por no tratarse de emprendimientos comerciales, de gran publicidad o con fondos para soportar los enormes volúmenes de usuarios de su contrapartida comercial, también en menor medida por la necesidad de conocimientos técnicos para los no muy entendidos en informática.
El programa de cada proyecto puede descargarse de los sitios oficiales correspondientes, por si se quiere ayudar al proyecto con un servidor propio. De lo contrario existen servidores disponibles para registrarse en cualquiera de ellos, es indistinto. En algunos casos como Pump.io, el servidor de registro para nuevos usuarios va cambiando de manera regular para evitar la centralización.
Muchas de estas redes todavía se encuentran en “beta”, estado preliminar, y que en algunos casos la experiencia de usuario no es óptima.
No hay un equivalente exacto entre estas redes y las conocidas redes sociales comerciales. GNU Social y StatusNet son lo más parecido que hay a Twitter. Tanto por su funcionalidad como porque permiten una cantidad acotada de caracteres (varía entre ellas la cantidad disponible para escribir). También permiten subir imágenes en varios formatos. Visualmente, Pump.io también es similar a Twitter, salvo porque permite escribir textos con extensión ilimitada y comentar las publicaciones. La más parecida a Facebook es Diaspora*.

## Ejemplos
Existen una variedad de redes sociales libres. A continuación se listan algunas con sus principales características.
| Tipo                            | Nombre del proyecto | Características principales | Protocolos          | Instancia principal | Instancia(s) en español | Desarrollo |
| ------------------------------- | ------------------- | --- | ------------------- | ------------------- | ----------------------- | ---------- |
| Blog                            | WriteFreely         | Versión gratuita limitada. Versión de pago con mayores características. | ActivityPub         |                     | No                      |            |
| Audiovisual / Audio y música    | Funkwhale           | | ActivityPub         |                     | No                      |            |
| Audiovisual / Video y animación | Peertube            | | ActivityPub         |                     | Sí                      |            |
| Estados                         | Diaspora*           | | Diaspora            |                     | No                      |            |
| Estados                         | Friendica           | Sin límite de caracteres. | DFRN                |                     | Sí                      |            |
| Fotografía                      | Pixelfed            | | ActivityPub         | pixelfed.social     | Sí                      |            |
| Microblogging                   | GNU Social          | | Ostatus/ActivityPub |                     | Sí                      |            |
| Microblogging                   | Mastodon            | Límite de caracteres en 500 caracteres. Contenido multimedia. Uso de etiquetas. Menciones a otros usuarios. Configuración de privacidad de publicaciones como públicas (por defecto), sin listar, sólo seguidores o mensajes directos. Borrar publicaciones y volverlas a borrador para corregirlas. | ActivityPub         | mastodon.social     | Si                      |            |
| Microblogging                   | Pleroma             | Límite de caracteres variable. Contenido multimedia. Uso de etiquetas. Menciones a otros usuarios. Configuración de privacidad de publicaciones como públicas, sin listar, sólo seguidores o mensajes directos.                                                                                      | ActivityPub         |                     | Sí                      |            |
| Microblogging                   | Misskey             | Límite de caracteres variable. Contenido multimedia. Uso de etiquetas. Menciones a otros usuarios. Configuración de privacidad de publicaciones como públicas, sin listar, sólo seguidores o mensajes directos. Extensiones disponibles: Almacenamiento de archivos, calendario.                     | ActivityPub         |                     | Sí                      |            |